# Arthur Russell (Musiker)
Charles Arthur Russell Jr. (* 21. Mai 1951 in Oskaloosa, Iowa; † 4. April 1992 in New York) war ein US-amerikanischer Cellist, Sänger, Avantgarde-Musiker, Komponist und Musikproduzent.

## Leben und Werk
In seinem musikalischen Schaffen verband er Avantgarde, Tanzmusik, elektronische Musik und Pop. Der äußerst experimentierfreudige Russell verstärkte unter anderem sein Cello mit Gitarrenverstärkern und kombinierte serielle Musik mit Rockharmonien. Er arbeitete mit so verschiedenen Künstlern wie dem Beat-Poeten Allen Ginsberg, dem Avantgarde-Musiker Philip Glass, dem Pop-Musiker David Byrne und dem DJ Nicky Siano. Ende der 1970er, Anfang der 1980er Jahre wurde er mit einigen Underground-Disco-Hits bekannt, hatte aber zu seinen Lebzeiten fast nur in New Yorker Musikerkreisen einen Namen. Erst Anfang der 2000er wurde sein Werk einer größeren Öffentlichkeit bekannt, als zwei Plattenlabel Anthologien seines Schaffens veröffentlichten. World of Echo wurde in die Wireliste The Wire’s “100 Records That Set The World On Fire (While No One Was Listening)” aufgenommen.
Russell wurde am 14. Februar 1969 mit dem Initiationsnamen Jigme in den Kailas-Shugendō-Zweig des Ordens Arya Maitreya Mandala aufgenommen. Sein Lehrer war Neville G. Pemchekov Warwick, ein Schüler von Lama Anagarika Govinda, der die Kailas Shugendō leitete.
Am 4. April 1992 verstarb der homosexuelle Arthur Russell an den Folgen einer HIV-Infektion.

## Diskografie
Singles
- Kiss Me Again (1979, Sire Records) mit Dinosaur.
- Is It All Over My Face / Pop Your Funk (1980, West End Records) mit Loose Joints.
- Is It All Over My Face (Female version) (1980, West End Records) mit Loose Joints.
- Go Bang (1982), aus 24-24 Music (Sleeping Bag Records), Vocals Lola Love.
- Tell You Today (1983, 4th and Broadway) Vocals Joyce Bowden.
- Wax the Van (1985, Jump Street Records) Vocals Lola Love. Produziert von Bob und Lola Blank.
- Treehouse/Schoolbell (1986, Sleeping Bag (US) / 4th and Broadway (UK))
- Let's Go Swimming (1986, Logarythm (US) / Rough Trade (UK))
- Springfield (2006, Audika Records)

Alben
- Big Sky (1981, Sire Records) mit The Necessaries.
- Event Horizon (1982, Sire Records) mit The Necessaries.
- 24-24 Music (1982, Sleeping Bag Records), mit Will Socolov.
- Tower of Meaning (1983, Chatham Square)
- Instrumentals (1984, Crepsecule), Mit The Flying Lizards und Glenn Lamaro, Bill Ruyle, und Jon Sholle.
- World of Echo (1986), aufgenommen von Phil Niblock. Re-issued 2004 von Audika Records (US) / Rough Trade (UK).
- Another Thought (1994, Point Music), zusammengestellt mit Hilfe von Mikel Rouse, Re-released 2006 von Orange Mountain Music.
- Calling Out of Context (2004, Audika Records), zusammengestellt von Steve Knutson.
- The World of Arthur Russell (2004, Soul Jazz Records)
- First Thought Best Thought (2006, Audika Records)
- Springfield EP (2006, Audika Records)
- Love Is Overtaking Me (2008) Best of
- Picture of Bunny Rabbit (2023, Audika Records), Compilation

## Tribut
- Four Songs by Arthur Russell von Jens Lekman etc. (Rough Trade)